# Yokoréa
Yokoréa est une localité de l'ouest de la Côte d'Ivoire et appartenant au département de Daloa, dans la Région du Haut-Sassandra. La localité de Yokoréa est un chef-lieu de commune.